# Relaciones Emiratos Árabes Unidos-Guatemala
Las relaciones Guatemala-Emiratos Árabes Unidos son las relaciones internacionales entre Emiratos Árabes Unidos y Guatemala. Los dos países establecieron relaciones diplomáticas entre sí, el 15 de diciembre de 1992.

## Relaciones diplomáticas
Guatemala y los Emiratos Árabes Unidos iniciaron relaciones diplomáticas el 15 de diciembre de 1992. Guatemala mantiene un embajador concurrente para los Emiratos Árabes Unidos desde el Reino Unido, los Emiratos Árabes Unidos mantienen un embajador concurrente para Guatemala desde México.
En 2015, Guatemala presentó sus credenciales ante el vicepresidente y primer ministro, Su Alteza el jeque Mohamed bin Rashid Al Maktum.
El 17 de noviembre de 2019 Guatemala abrió una embajada residente en Emiratos Árabes Unidos.